# Vepřo knedlo zelo
Vepřo knedlo zelo, knedlo vepřo zelo nebo knedlo zelo vepřo je obecný (lidový) název pro český národní pokrm, vepřová pečeně s knedlíkem a (dušeným) zelím, který se skládá ze tří součástí, podávaných na talíři společně:
- pečené vepřové maso, zpravidla libové, na plátky nakrájené
- bramborový nebo houskový knedlík, rovněž nakrájený na plátky,
- dušené bílé (nebo méně často červené) kyselé zelí.

Po nakladení těchto součástí na talíř se podlévá nebo přelévá šťávou z pečení.
Zavedený úzus předpokládá zapíjení pivem.[zdroj⁠?!]
Podobné jídlo je běžné i na Slovensku, v Rakousku a Bavorsku, kde se ale zpravidla podává s červeným zelím. Tato kombinace tedy může mít zahraniční původ.

## Podobná jídla

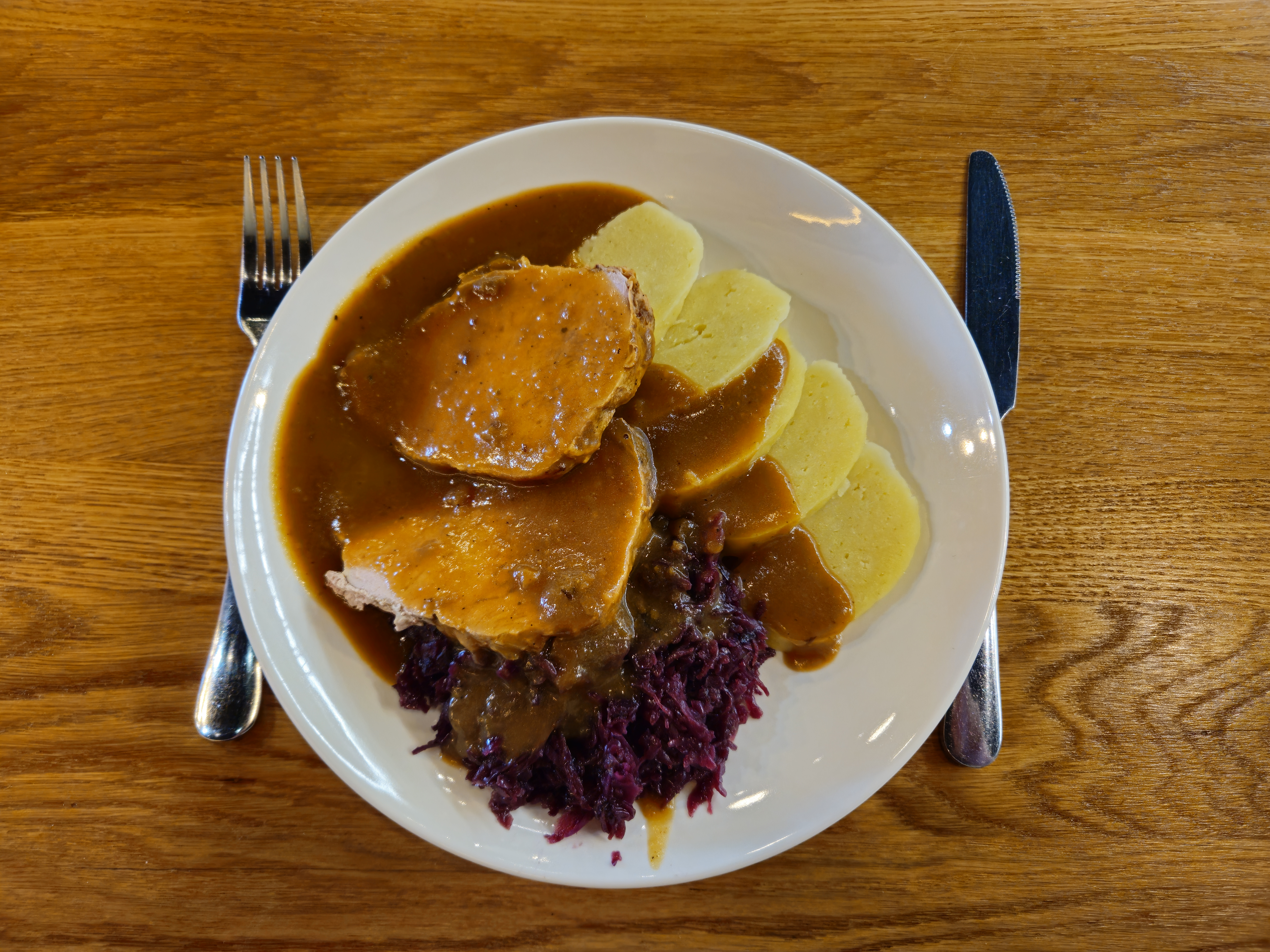
Verze s červeným zelím a bramborovým knedlíkem.

V Česku je rozšířený také podobný pokrm, tzv. vepřové výpečky, kdy je tučnější maso nakrájené na větší kostky a pečené na kmíně a cibuli. Dalším podobným pokrmem je pečený bůček, taktéž pečený na kmíně a cibuli, ale vcelku a rozkrájený až před podáváním. Podobný je i moravský vrabec, pro něhož je vedle cibule a kmínu typické ochucení česnekem. Všechny tyto pokrmy se podávají také s dušeným špenátem namísto zelí, pak už ale nelze hovořit o vepřo knedlo zelu a jídlo změní kvůli česnekové chuti špenátu namísto sladkokyselé chuti zelí celkový chuťový charakter.